# 津田嘉一郎
津田 嘉一郎（つだ かいちろう、1845年（弘化2年2月）- 1914年（大正3年）6月1日）は、明治から大正初期の実業家、政治家。衆議院議員。

## 経歴
能登国鹿島郡七尾町（石川県鹿島郡七尾町を経て現七尾市）で生まれた。物品依託販売業、倉庫業を営む。七尾銀行頭取、中島商業銀行頭取などを務めた。
1890年（明治23年）9月、石川県会議員に当選し、1891年（明治24年）10月まで在任した。1894年（明治27年）9月、第4回衆議院議員総選挙（石川県第3区、自由党）で当選し、衆議院議員に1期在任した。